# Industrie minière en Chine
 (avril 2010).
Si vous disposez d'ouvrages ou d'articles de référence ou si vous connaissez des sites web de qualité traitant du thème abordé ici, merci de compléter l'article en donnant les références utiles à sa vérifiabilité et en les liant à la section « Notes et références ».

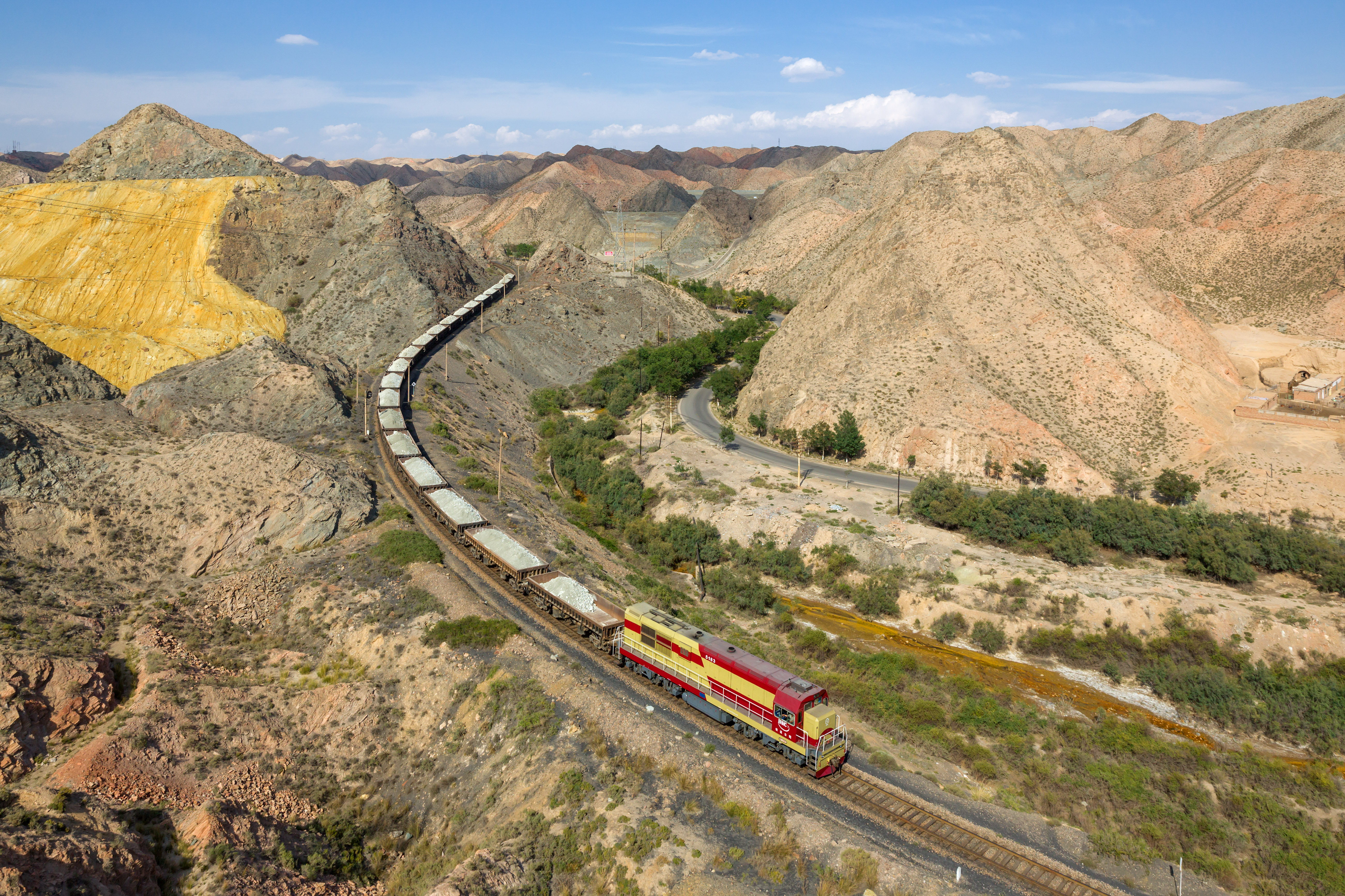
Transport en train de minerai de la mine de zinc du district de Baiyin à la raffinerie. Photo prise au nord de Baiyin, en Chine. Aout 2015.

L'industrie minière en Chine est très importante, avec un nombre de mines élevé et plus particulièrement celles de charbon, qui est la principale source d'énergie du pays. La Chine était en novembre 2005 le pays comptant le plus de mines au monde (environ 24 000, mais ce chiffre est à prendre avec précaution du fait qu'il n'y a aucune statistiques fiable à ce sujet).

## Principale source d'énergie
Alors que la croissance économique du pays est la plus importante du monde, la Chine à grand besoin d'énergie pour faire fonctionner ses usines. La production d'électricité est assurée à plus de 70 % par le charbon.
Malgré cela, la production d'énergie est défaillante et plusieurs provinces subissent des coupures de courant (26 des 31 provinces et régions du pays ont connu des coupures de courant au premier trimestre de l'année 2005).
Pour pallier ce manque, le gouvernement n'a fait qu'augmenter la production de charbon. En novembre 2005, ses objectifs étaient de faire passer la production de 2,1 milliards de tonnes en 2004 à 2,4 milliards en 2010.

## Les principales ressources minières
Outre le charbon, la Chine extrait de ses mines du zinc, du tungstène (84 % de l'approvisionnement mondial), les terres rares, de la bauxite, du fer, du plomb, de l'argent, de l'uranium, du cuivre, etc.

## Terres rares
Les réserves mondiales en oxydes de terres rares étaient estimées par l'Institut d'études géologiques des États-Unis à 120 millions de tonnes en 2021, détenues à 37 % par la Chine. La Chine estime quant à elle en détenir seulement 30 %, bien qu'elle fournisse 90 % des besoins de l'industrie et se penche sur les techniques de recyclage de ces terres rares dans les déchets électroniques. La production mondiale d'oxydes de terres rares s'élèvait à 280 000 t en 2021, dont 168 000 t en Chine, soit 60 % du total mondial.

## Des mines dangereuses

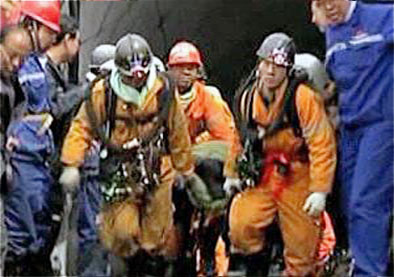
Mineurs en Chine

En raison d'une demande importante, de nombreuses mines ont vu le jour à travers toute la Chine. Certaines illégalement et ne tenant aucun compte de la législation sur la sécurité. Le fait que les administrations locales ferment les yeux font des mines chinoises les plus dangereuses au monde. Officiellement, il y environ 6 000 morts par an, des estimations indépendantes pensent plus que ce chiffre est de l'ordre de 20 000 victimes par an.
À plusieurs reprises le gouvernement chinois a appelé les propriétaires des mines à respecter la législation sur la sécurité. L'Administration d'État pour la sécurité industrielle a même publié sur son site Internet que « Le secrétaire général Hu Jintao et le Premier ministre Wen Jiabao ont souvent ordonné aux départements concernés de prendre les mesures nécessaires pour renforcer la sécurité et empêcher les accidents ».
L'agence de presse officielle Chine nouvelle a annoncé qu'une loi de la province du Henan, entrée en vigueur le 6 décembre 2005, oblige les exploitants des mines illégales à payer une amende allant de deux à cinq millions de yuans (en décembre 2005 cela correspond respectivement à environ 210 000 et 525 000 euros) et à fermer leur exploitation. De plus, s'il y a un accident, ils seront obligés de payer une amende d'un million de yuans (environ 105 000 euros en décembre 2005) par victime.
Mais sans une véritable volonté des administrations locales de faire respecter la loi (à cause en partie de la corruption), les mines chinoises restent actuellement de véritables poudrières, certains auteurs comparant leur situation à celles des mines européennes à l'époque d'Émile Zola.